# Hattyas
Hattyas, románul: Hitiaș, település Romániában, a Bánságban, Temes megyében.

## Fekvése
Buziásfürdőől északra, a Temes bal partján fekvő település.

## Története
Hattyas nevét 1410-ben említette először oklevél Hathyas néven. 1447-ben Hatthyas, 1462-ben Hathyas, 1808-ban Hityias, 1913-ban Hattyas néven írták.
Hattyas 1428-ban Dobozi László birtoka volt, a 15. század közepén Dánfi Lászlóé volt, aki itteni birtokát 1447-ben zálogba adta Nagymihályi Lászlónak. 1462. évi oklevélben már Hathyas néven fordult elő, mint Doboz 7. tartozéka. Ekkor a Dobozi Dánfi család birtoka volt.
A török hódoltság alatt is lakott hely maradt. Az 1717. évi kamarai összeírásban Adiesch néven, 50 házzal szerepelt. Mercy térképén Adiesch vagy Hidiesch, az 1761. évi hivatalos térképen, pedig Hittiasch néven a csákovai kerületben volt feltüntetve.
1807-ben a nagyköveresi uradalomhoz tartozó kincstári birtokként a vallás- és tanulmányi alap birtokába ment át. A 20. század elején a magyar királyi közalapítványi uradalomnak volt a nagyobb birtokosa.
Hattyastól nyugatra feküdt egykor Kresztincz helység, mely 1488-ban Czikó-Vásárhely tartozéka volt.
A környéken fekhettek Alsó- és Felső-Venécze is, melyek 1462-ben Doboz és 1483-ban Borzlyuk tartozékai voltak.
1851-ben Fényes Elek írta a településről: „Hityiás, Temes vármegyében, 1363 óhitü lakossal, s anyatemplommal. Határa 6574 hold, ... Lakosai szerszámfával kereskednek. Birja a királyi alapitvány”
A trianoni békeszerződés előtt Temes vármegye Buziásfürdői járásához tartozott.
1910-ben 1766 lakosából 92 magyar, 26 német, 1633 román volt. Ebből 109 római katolikus, 223 görögkatolikus, 1425 görögkeleti ortodox volt.
Hattyas környékén egykor több mára már elpusztult település is állt:
Kresztincz: 
- Hattyastól nyugatra feküdt. 1488-ban Czikó-Vásárhely tartozéka volt.
Alsó-Venécze, Felső-Venécze: 
- 1462-ben Doboz és 1483-ban Borzlyuk tartozékai voltak.

## Nevezetességek
- Görögkatolikus temploma - 1895-ben épült.
- Görög keleti temploma - 1904-ben készült el.